# أوتو هالفورسن
أوتو هالفورسن (بالنرويجية البوكمول: Isak Halvorsen)‏ هو سياسي نرويجي، ولد في 1877. حزبياً، نشط في الحزب الليبرالي. وقد انتخب نائب عضو برلمان النرويج ‏.